# Пенькино
Пенькино (укр. Пенькине) — село в Новомиргородской городской общине Новоукраинского района Кировоградской области Украины.
До 2020 года входило в Новомиргородский район
Население по переписи 2001 года составляло 112 человек. Почтовый индекс — 26022. Телефонный код — 5256. Код КОАТУУ — 3523880403.